# Juliet Simms

Juliet Nicole Simms (San Francisco, California; 26 de febrero de 1986), más conocida como Lilith Czar, es una cantante y compositora estadounidense. Fue la vocalista, guitarrista y compositora de una banda de rock estadounidense Automatic Loveletter (2006-2012). El 16 de abril de 2016, se casó con Andy Biersack.

## Vida personal
Simms nació en San Francisco. Cuando tenía 9 años de edad se mudó a California a Safety Harbor, Florida, Estados Unidos, donde su padre fue trasladado para el trabajo. En Florida aprendió a tocar la guitarra cuando tenía 14 años. A los 16, se mudó a Los Ángeles, California para firmar con Umbrella Records, un sello discográfico de independiente de West Hollywood en la puesta de sol que salió del negocio en su primer año. Pero antes grabó 6 canciones en el estudio de Umbrella, primero siendo producida por Mike Sarkisyan el vocalista de la banda nominada al Grammy Spineshank, luego por Richie Zito, productor de Billboard de los 90 del año. Ella continuó perseguir una carrera como compositora y vocalista de rock hasta que firmó con Epic Records en 2006. Tiene una hermana llamada Angie y un hermano llamado Tommy. Tiene una relación amorosa con Andy Biersack, vocalista de la banda Black Veil Brides desde 2011 y se casaron el 16 de abril de 2016.

## Automatic Loveletter
Automatic Loveletter está formado por Juliet Simms en la guitarra, en el piano y en la voz, su hermano Tommy Simms tocando el bajo y produciendo, Daniel Currier como baterista.  La banda comenzó llamándose Stars and Scars y grabó su primer sencillo en diciembre de 2005, escrita por la líder vocal Juliet Simms. También grabaron "Tin Lizzy", escrita por Simms.
Sus primeras 4 canciones fueron producidas por los miembros de la banda de metal alternativo y nominados al Grammy, Spineshank, pero los sencillos rock-melódicos de Simms "The View From Below", "Changing Skies", "Old Movie", y "I Notice" no eran los adecuados para ese equipo de producción. Simms pidió sugerencia acerca de un nuevo productor, y ellos le presentaron a Richie Zito, compositor y productor de Elton John, The Motels y Heart. Juntos regrabaron varias canciones que se convirtieron en noticia inmediatamente. Su música fue luego utilizada por los programas de MTV, The Real World y Road Rules. Su balada, "Old Movie" fue dada a conocer en el episodio final de The Real World en 2006.
Simms realizó en versiones acústicas varias de las canciones escritas por ella misma durante los últimos tres años, para considerarlas parte de su primer álbum mayor. Contratada por Allison Hagendorf, ahora presentadora de "The Top 20 Countdown" de Fuse TV, y luego trabajando en Epic Records, Simms comenzó a formar parte de Automatic Loveletter.  
Automatic Loveletter grabó su disco en 2007 con el productor Matt Squire. Simms expuso su repertorio de canciones a Squire y bajo sus consejos, algunas canciones tomaron nuevas direcciones, de manera que encajaran con la banda y el tipo de producción musical de Squire.
Pero el álbum de Squire nunca fue publicado, aunque sencillos como "The Answer", "Parker", "August", "Hush" y "Make-up Smeared Eyes" fueron lanzados en Automatic Loveletter EP.
Luego la banda fue elegida por RCA y Simms debió comenzar a escribir para un nuevo álbum producido por Josh Abraham. De este modo lanzaron su primer álbum largo, Truth or Dareel 22 de junio de 2010.
El 28 de junio de 2011, Automatic Loveletter lanzó su álbum, The Kids Will Take Their Monsters On. This album features songs titled, "Never Take It Off", "Save Me", "Black Ink Revenge", "Click Your Heels (3 Times and Repeat, There's No Place LIke Home)", "Carry the Fire", "Trade Places", "Cruel Cruel", "Pillows", and "The Curtain Close".

## Como concursante enThe Voice(2012)
Juliet Simms fue concursante del programa The Voice habiendo sido elegida por los jueces Christina Aguilera, Adam Levine, y Cee-Lo Green. Juliet eligió ser parte del equipo de Cee-Lo. Ella avanzó a las rondas en vivo después de derrotar a Sara Golden en un dúo. En su primer show en vivo, interpretó "Roxanne" de The Police, que los jueces y entrenadores disfrutaron, y con el cual recibió muy buenas críticas. Levine fue más lejos al decir que su actuación era "la mejor hasta ahora". En los cuartos de final, cantó Cryin' de Aerosmith. Avanzó a la final, superando a Jamar Rogers, después de hacer un cover de It's A Man's Man's Man's World de James Brown. Para el final, cantó Free Bird de Lynyrd Skynyrd. Su versión de "Roxanne" alcanzó el puesto #86 en el Billboard Hot 100.
Obtuvo el segundo lugar de la competencia, con tan solo 4% de diferencia del ganador.

### Actuaciones/Resultados
| Etapa             | Episodio | Canción                              | Artista Original             | Resultado                   |
| ----------------- | -------- | ------------------------------------ | ---------------------------- | --------------------------- |
| Blind Audition    | 1        | "Oh! Darling"                        | The Beatles                  | Ingresa al Equipo de Cee Lo |
| Ronda de Batallas | 7        | "Stay with Me"                       | Erasure                      | Avanza a Ronda en vivo      |
| Octavos de final  | 12       | "Roxanne"                            | The Police                   | Avanza a cuartos de final   |
| Cuartos de final  | 15       | "Cryin'"                             | Aerosmith                    | Segunda Oportunidad         |
| Cuartos de final  | 16       | "Torn"                               | Ednaswap                     | Avanza a semifinales        |
| Semifinales       | 17       | "It's a Man's Man's Man's World"     | James Brown                  | Avanza a Final              |
| Final             | 19       | "Crazy"                              | Gnarls Barkley               | Segundo Lugar               |
| Final             | 19       | "Born to Be Wild"                    | Steppenwolf                  | Segundo Lugar               |
| Final             | 19       | "Free Bird"                          | Lynyrd Skynyrd               | Segundo Lugar               |
| Final             | 20       | "With a Little Help from My Friends" | John Lennon & Paul McCartney | Segundo Lugar               |

## Discografía

### Sencillos
| Año  | Sencillo     | Posiciones en listas | Álbum |
| Año  | Sencillo     | USA                  | Álbum |
| ---- | ------------ | -------------------- | ----- |
| 2012 | "Wild Child" | -                    | —     |

### EP
- All or Nothing (2015)[6]
- "From the Grave" (2016)

### Otras canciones como artista invitada
- LoveHateHero – Just Breathe (2005, cantando en "Theatre of Robots")
- Cartel – Cartel (2007, cantando en "Lose It")
- All Time Low – So Wrong, It's Right (2007, cantando en "Remembering Sunday")
- 3OH!3 – Careless Whisper (2008, cantando con Alex Gaskarth de All Time Low)
- Secondhand Serenade – A Twist in My Story (2009, cantando en "Fix You")
- Secondhand Serenade – Hear Me Now (2010, cantando en "Hear Me Now")
- Every Avenue – Punk Goes Classic Rock (2010, cantando en "Take Me Home Tonight", cover de Eddie Money)
- Wild Child - Juliet Simms (2013 Universal Republic Records, a division of UMG Recordings, Inc.)
- Black Veil Brides - Wretched And Divine: The Story of the Wild Ones (2012-2013, cantando en "Lost It All")